# 呂志武
呂 志武（りょ しぶ、1989年3月18日 - ）は、中華人民共和国の男子競泳選手。浙江省・温州市出身。
2008年北京オリンピック4×100m自由形リレー代表。
2010年の広州アジア大会では50m自由形と4×100m自由形リレーで金メダル、100m自由形で銀メダルを獲得した。